# Marisela Escobedo Ortiz
Marisela Escobedo Ortiz (Piedras Negras, Coahuila, 12 de juny de 1958-Chihuahua, estat de Chihuahua, 16 de desembre de 2010) va ser una infermera i activista social mexicana, assassinada mentre protestava pel feminicidi de la seva filla esdevingut l'any 2008.

## Feminicidi i judici
Marisela Escobedo Ortiz va iniciar el seu activisme social el 2008, amb motiu de l'assassinat a Ciudad Juárez de la seva filla, Rubí Marisol Frayre Escobedo, de 16 anys d'edat. Marisela Escobedo va assenyalar llavors a la parella de la seva filla, Sergio Rafael Barraza Bocanegra, com l'assassí. Amb recursos propis va aconseguir localitzar Barraza a Fresnillo, Zacatecas, on va ser detingut i traslladat a Ciudad Juárez. Allí aquest va confessar l'autoria del crim i va assenyalar el lloc de sepultura de les restes de Rubí Frayre en un dels primers judicis orals de la història de Mèxic on la confessió no és suficient. D'aquesta manera, fins i tot malgrat l'autoinculpació, els jutges van declarar a l'assassí innocent per falta de proves i el van posar en llibertat. Això va suposar un escàndol que va transcendir les fronteres nacionals, convertint-se Marisela Escobedo en referent públic de la seva denúncia.

## Activisme contra la impunitat
Després de la sentència absolutòria, Marisela Escobedo va deixar el seu treball per a dedicar-se per complet a denunciar la impunitat per l'assassinat de la seva filla, recaptar proves i demanar que Sergio Rafael Barraza fos detingut i portat novament a judici. Així, Escobedo es va deixar veure pels carrers de Juárez amb la foto de l'assassí confés precintada al seu cos com a única vestimeta, va realitzar incomptables marxes de denúncia, peticions als governants i va recórrer Zacatecas buscant pistes de l'assassí.
Apel·lada la resolució, un tribunal de circuit va revocar la sentència absolutòria, va declarar i va sentenciar a Barraza per assassinat, no obstant això, aquest no va arribar a trepitjar la presó en romandre pròfug de la justícia. Després de múltiples protestes davant els governadors José Reyes Baeza Terrazas i César Duarte Jáquez, Marisela Escobedo es va instal·lar en la Plaça Hidalgo de la ciutat de Chihuahua, davant del Palacio de Govern, seu del governador.
Amenaçada de mort, Escobedo va declarar: "Si em vindrà aquest home a assassinar, que em vingui a matar aquí, davant (del palau de Chihuahua) per vergonya del govern". Així, en aquest lloc, el 16 de desembre de 2010 va ser assassinada en presència d'un dels seus fills per un desconegut d'un tret al cap segons la premsa i govern.
El 7 d'octubre de 2012 la Fiscalia General de l'Estat de Chihuahua va capturar a José Enrique Jiménez Zavala «El Wicked» i el va presentar com l'assassí de Marisela Escobedo. Tanmateix, el fill de Maricela Escobedo i testimoni del crim, va declarar públicament que «El Wicked» no era l'assassí de la seva mare i va assenyalar a Andy Barraza, germà de Sergio Rafael, com l'autor material. Al novembre d'aquest mateix any, el fiscal de Zacatecas va informar que l'assassí de Rubí Marisol Frayre Escobedo va morir en un enfrontament amb l'Exèrcit Mexicà.
El 30 de desembre de 2014, «El Wicked» va ser trobat mort en la seva cel·la. En un inici, la fiscalia de Chihuahua va assenyalar que havia mort per un infart, però dies després va confirmar que va ser assassinat per un altre reu.

## Impunitat
Sergio Rafael Barraza, sentenciat per la mort de Rubí Marisol Frayre i autor intel·lectual del assassinat de Marisela Escobedo, mai va trepitjar la presó perquè la fiscalia de Chihuahua no va poder fer complir l'ordre d'aprensió en contra seva i va morir abans de ser jutjat pel segon homicidi. Els jutges, Catalina Ochoa Contreras, Rafael Boudib Jurado i Netzahualcóyotl Zúñiga Vázquez que, en primera instància, van absoldre a l'assassí de Rubí Marisol van ser suspesos de les seves funcions i enfrontarien un judici polític però, abans d'iniciar-se, van renunciar als seus càrrecs per evadir el procés en contra seva. Actualment dos d'ells tenen càrres públics.

## Difusió
- L'any 2013, Televisa va realitzar un homenatge a la morta activista Marisela Escobedo i la seva filla Marisol Frayre amb un especial de dos capítols amb els títols Sed de Justicia i Más allá del dolor de la temporada 6, a la sèrie La rosa de Guadalupe.[17]
- El 14 d'octubre de 2020 es va estrenar el documental Las tres muertes de Marisela Escobedo, produït per Netflix, sobre els dos anys que Marisela Escobedo va dedicar a la recerca per a esclarir el feminicidi de la seva filla i els obstacles que va trobar en el camí per part de les pròpies autoritats mexicanes.[18]